# الشرطة الوطنية الأوكرانية
الشرطة الوطنية الأوكرانية (بالأوكرانية: Національна поліція України)  هي مصالح الشرطة الأوكرانية، تم تأسيسها في 3 يوليو 2015 في ايطار إصلاحات ما بعد الميدان الأوروبي التي أطلقها الرئيس الأوكراني بترو بوروشنكو من أجل أن تحلّ محل ( les Ukrainiens) مصلحة الشرطة الأوكرانية السابقة.
في 7 نوفمبر 2015 جميع أفراد (the Militsiya) المتبقية سُجلت أعضاء «مؤقتة» عامل مؤقت الشرطة الوطنية.

## قوات محلية
| القوة الإقليمية                   | القوة الإقليمية                | Date of formation |
| أوبلاستات أوكرانيا / Municipality | شرطة                           | Date of formation |
| --------------------------------- | ------------------------------ | ----------------- |
| كييف                              | كييف دوريات الشرطة             | 4 July 2015       |
| لفيف                              | كييف دوريات الشرطة             | 23 August 2015    |
| أوديسا                            | أوديسا دوريات الشرطة           | 25 August 2015    |
| خاركيف                            | Kharkiv Patrol Police          | 26 September 2015 |
| كييف أوبلاست                      | كييف أوبلاست دورية الشرطة      | 7 October 2015    |
| أوجهورود                          | Uzhgorod Patrol Police         | 29 November 2015  |
| موكاجيفا                          | موكاتشيفو دوريات الشرطة        | 29 November 2015  |
| ميكولايف                          | ميكولايف دوريات الشرطة         | 6 December 2015   |
| لوتسك                             | Lutsk Patrol Police            | 19 December 2015  |
| خميلنيتسكي                        | خملنيتسكى دوريات الشرطة        | 26 December 2015  |
| دنيبرو                            | دنيبروبتروفسك دوريات الشرطة    | 17 January 2016   |
| ايفانو-فرانكيفسك                  | ايفانو فرانكوفسك دوريات الشرطة | 30 January 2016   |
| خيرسون                            | خيرسون دوريات الشرطة           | 8 February 2016   |
| تشرنيغوف                          | تشيرنيهيف دوريات الشرطة        | 19 February 2016  |
| فينيتسا                           | فينيتسا دوريات الشرطة          | 22 February 2016  |
| كريمنشوك                          | كريمنشوك دوريات الرشطة         | 27 February 2016  |
| تشيركاسي (مدينة)                  | تشيركاسي دوريات الشرطة         | 1 March 2016      |
| بولتافا                           | بولتافا دوريات الشرطة          | 5 March 2016      |
| ترنوبل                            | ترنوبل دوريات الشرطة           | 12 March 2016     |
| جيتومير                           | زيتومير دوريات الشرطة          | 22 March 2016     |

## السيارات
| Picture | Make and model | Country of origin | Use                | Quantity | Notes |
| ------- | -------------- | ----------------- | ------------------ | -------- | --- |
|         | تويوتا بريوس   | اليابان           | سيارة شرطة         | 1,568    | General purpose patrol car. Supplied by Japan in return for Ukrainian emissions permits under the Kyoto Protocol.                                                                        |
|         | هيونداي سوناتا | كوريا الجنوبية    | Highway patrol car | 110      | Highway patrol car. Former taxis operated under the SkyTaxi brand by Kiev's مطار بوريسبيل الدولي. Owned by the state and transferred to the Police as surplus to SkyTaxi's requirements. |
|         | Isuzu D-Max    | اليابان           | سيارة شرطة         | 38       | Procured for the police in the Western Ukrainian region of Volyn. |
|         | داسيا دوكر     | المغرب            | Police van         | 192      | Badged as Renault and based on the Dacia Dokker. Assembled in Morocco. |
|         | داسيا دستر     | رومانيا           | سيارة شرطة         | 104      | Badged as Renault and based on the Dacia Duster. Assembled in Romania. |

## الرتب
|                                         | Junior officers        | Junior officers | Junior officers | Junior officers | Senior officers   | Senior officers | Senior officers   | Senior officers |
| --------------------------------------- | ---------------------- | --------------- | --------------- | --------------- | ----------------- | --------------- | ----------------- | --------------- |
| Shoulder insignia for every day uniform |                        |                 |                 |                 |                   |                 |                   |                 |
| Rank                                    | Constable, ضابط الشرطة | عريف            | رقيب            | رئيس رقباء      | Junior lieutenant | ملازم           | Senior lieutenant | Captain         |

|                                         | Supervisory officers | Supervisory officers | Supervisory officers | Staff officers                | Staff officers                 | Staff officers                       |
| --------------------------------------- | -------------------- | -------------------- | -------------------- | ----------------------------- | ------------------------------ | ------------------------------------ |
| Shoulder insignia for every day uniform |                      |                      |                      |                               |                                |                                      |
| Rank                                    | رائد                 | Lieutenant colonel   | عقيد                 | Third division general (لواء) | Second division general (فريق) | First division general (كولونيل عام) |

## روابط خارجية
الموقع الرسمي